# 胡正跃
胡正跃（1953年2月—），男，浙江人，中华人民共和国政治人物、外交官。大學学历。

## 生平
1976年，进入中华人民共和国外交部工作，先后在外交部亚洲司、驻越南大使馆、驻新加坡大使馆任职。1995年，任驻新加坡大使馆公使衔参赞。1997年，任外交部亚洲司副司长。2000年，到美国乔治敦大学进修一年。2001年9月，出任中华人民共和国驻马来西亚大使。2003年，任外交部国外工作局局长。2004年，任中共外交部机关委员会常务副书记。2006年，任外交部亚洲司司长。2008年，升任外交部負責亞洲地區事務的部長助理。2011年8月，出任外交部驻澳门特派员公署特派员。2015年10月，自特派员离任。同年，出任中国公共外交协会副会长。

## 家庭
已婚，有一女。